# Gröndalsviadukten

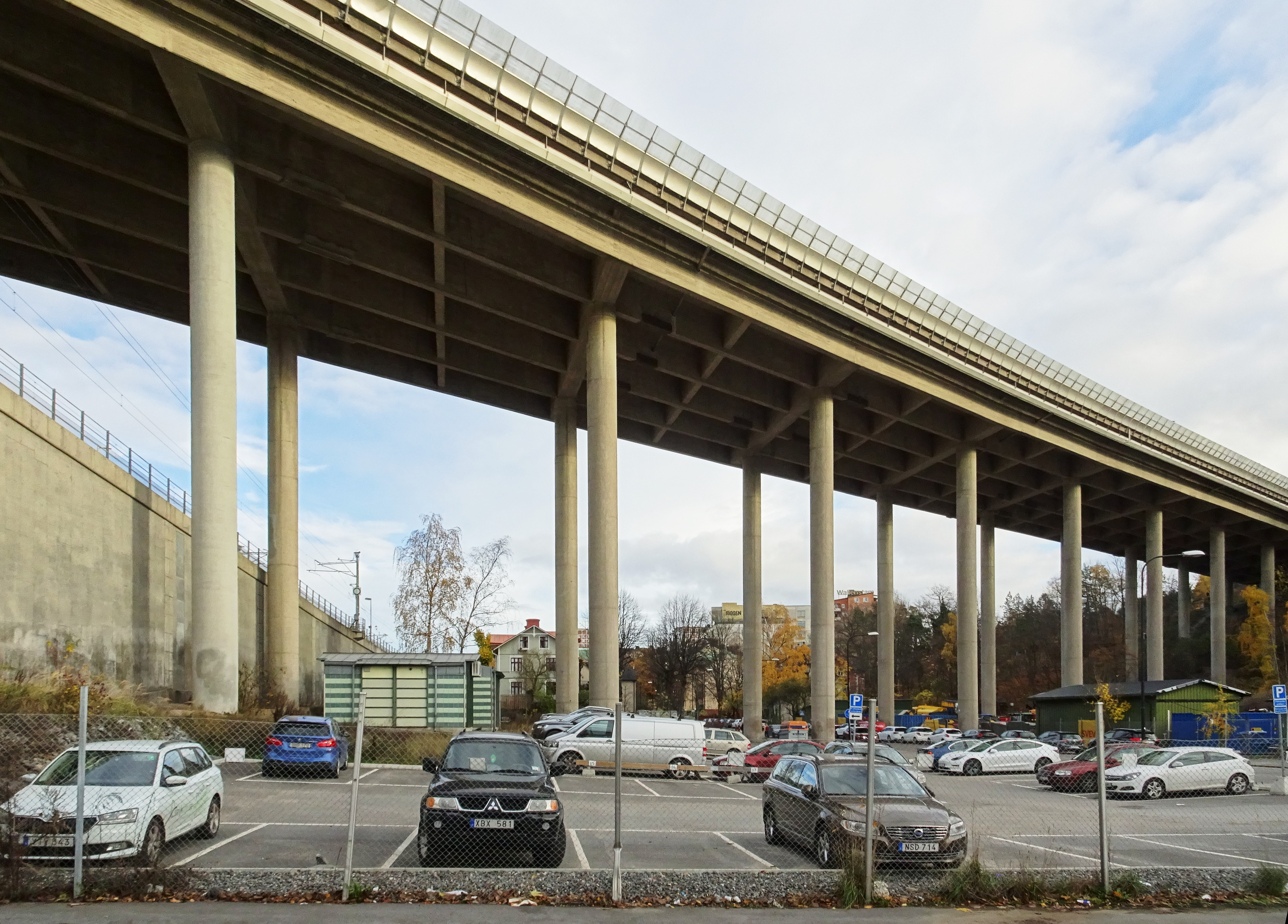
Gröndalsviadukten sedd österut från Gröndalsvägen, november 2020.

Gröndalsviadukten är en motorvägsbro och en del av Essingeleden i stadsdelen Gröndal i Stockholm. Den ska ej förväxlas med Gröndalsbron som är Gröndalsviaduktens fortsättning mot norr.

## Beskrivning
Gröndalsviadukten ligger direkt söder om trafikplats Gröndal och spänner över en östvästlig dalgång i Gröndal. Den är Mörtvikens fortsättning österut med bland annat Gröndalsvägen och Tvärbanans linje. 
Bron anlades samtidigt med Essingeleden under 1960-talets första hälft och invigdes den 21 augusti 1966. Byggherre var Stockholms gatukontor och ansvarig för genomförandet var kommunägda Gekonsult. Gröndalsviadukten har sin kopia söderut i Blommensbergsviadukten, som har samma mått och konstruktion. Båda viadukterna har en längd på 300 meter och spännvidden är 23 meter respektive 21 meter. Körbanan är 29,5 meter bred och vilar liksom Blommensbergsviadukten på 14 par runda betongpelare. Största höjden över dalbotten är 30 meter. Den bärande konstruktionen är slakarmerade (icke förspända) betongbalkar. Viaduktens överbyggnader göts etappvis på fribärande fackverksställningar av stål. Den metoden gynnades av att spännvidderna kunde hållas konstant. 

## Bilder

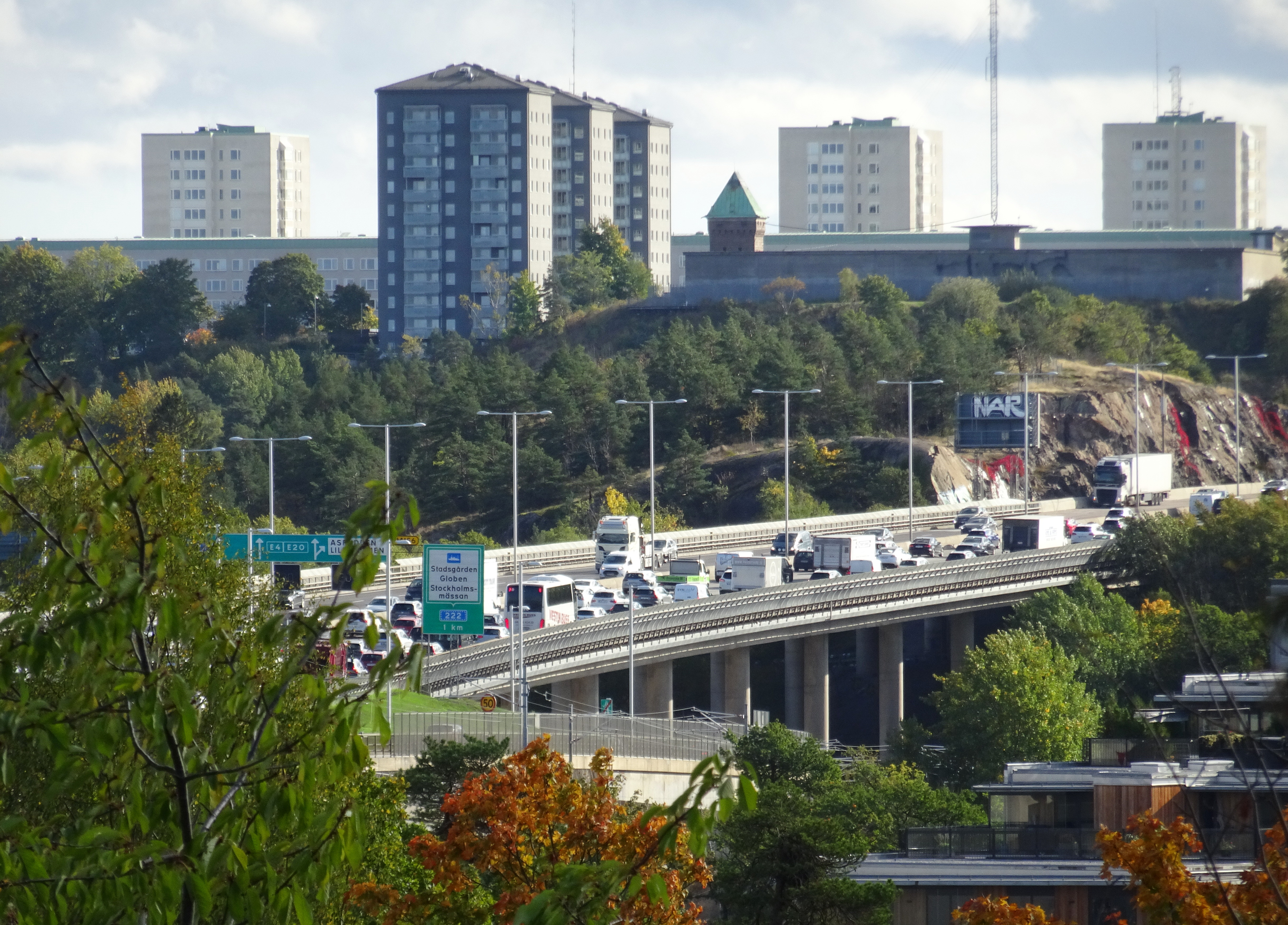
Gröndalsviadukten sedd från Stora Essingen.
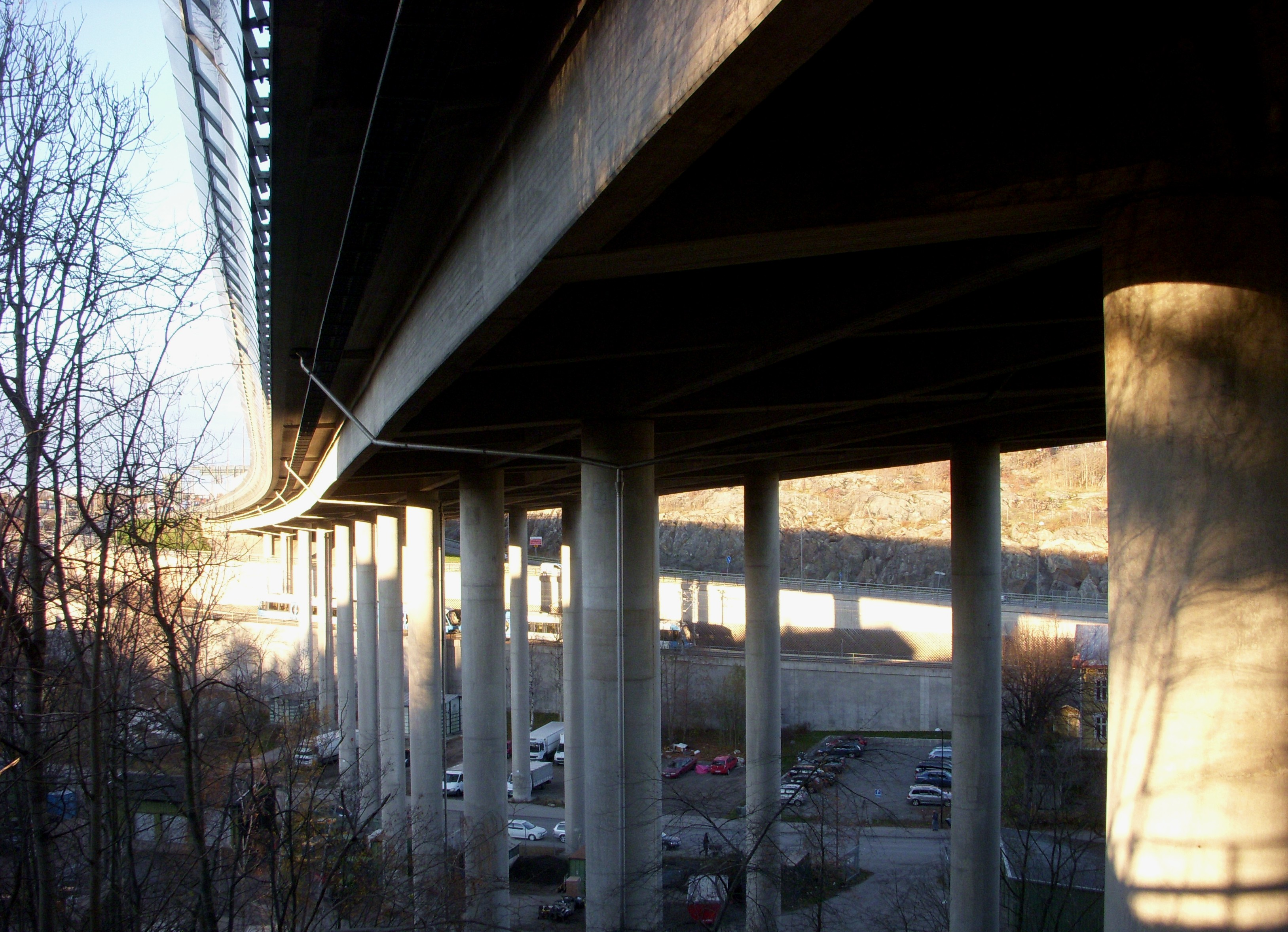
Gröndalsviadukten mot norr.
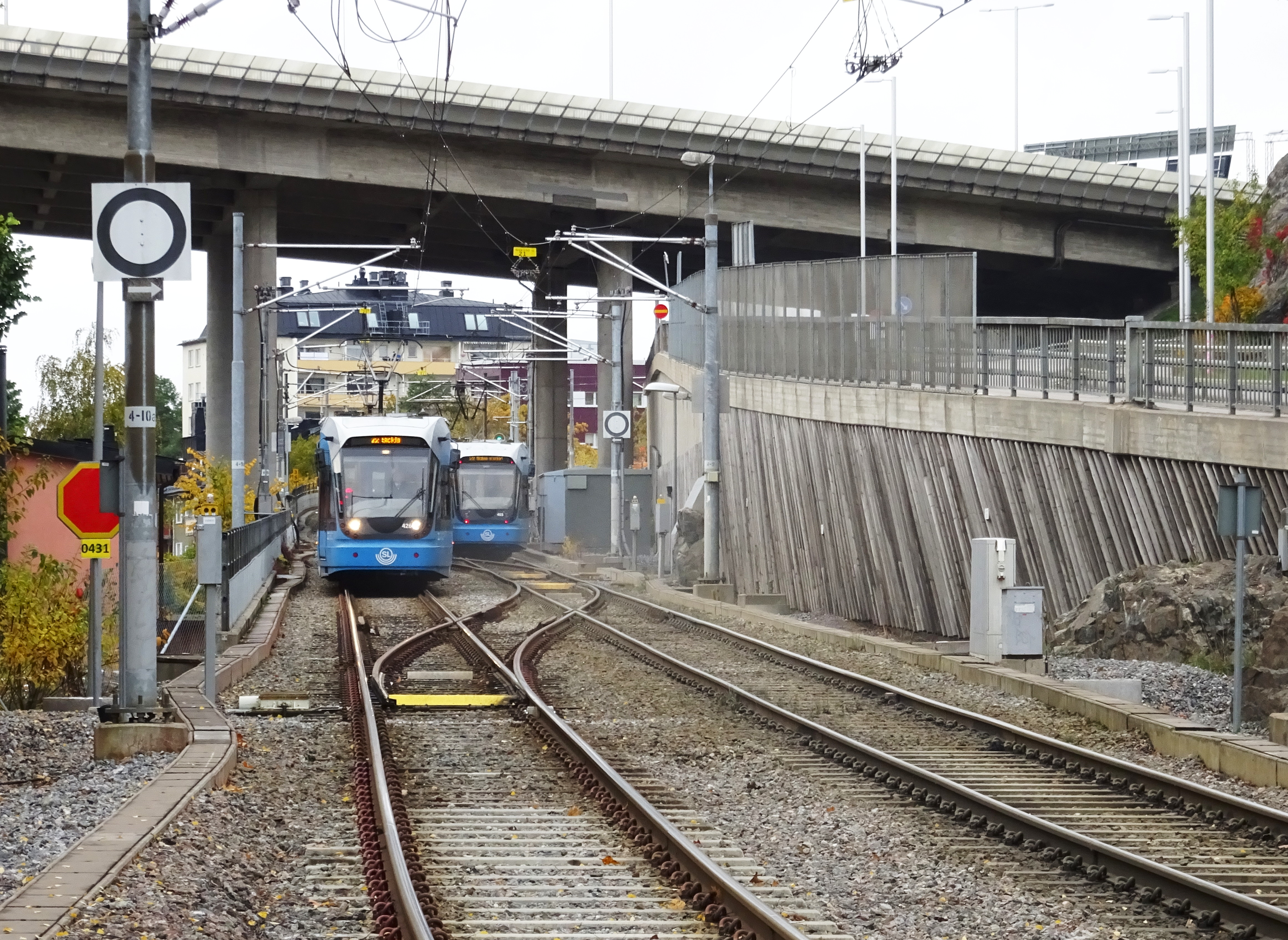
Trafikplats Gröndal med Tvärbanan under Gröndalsviadukten.
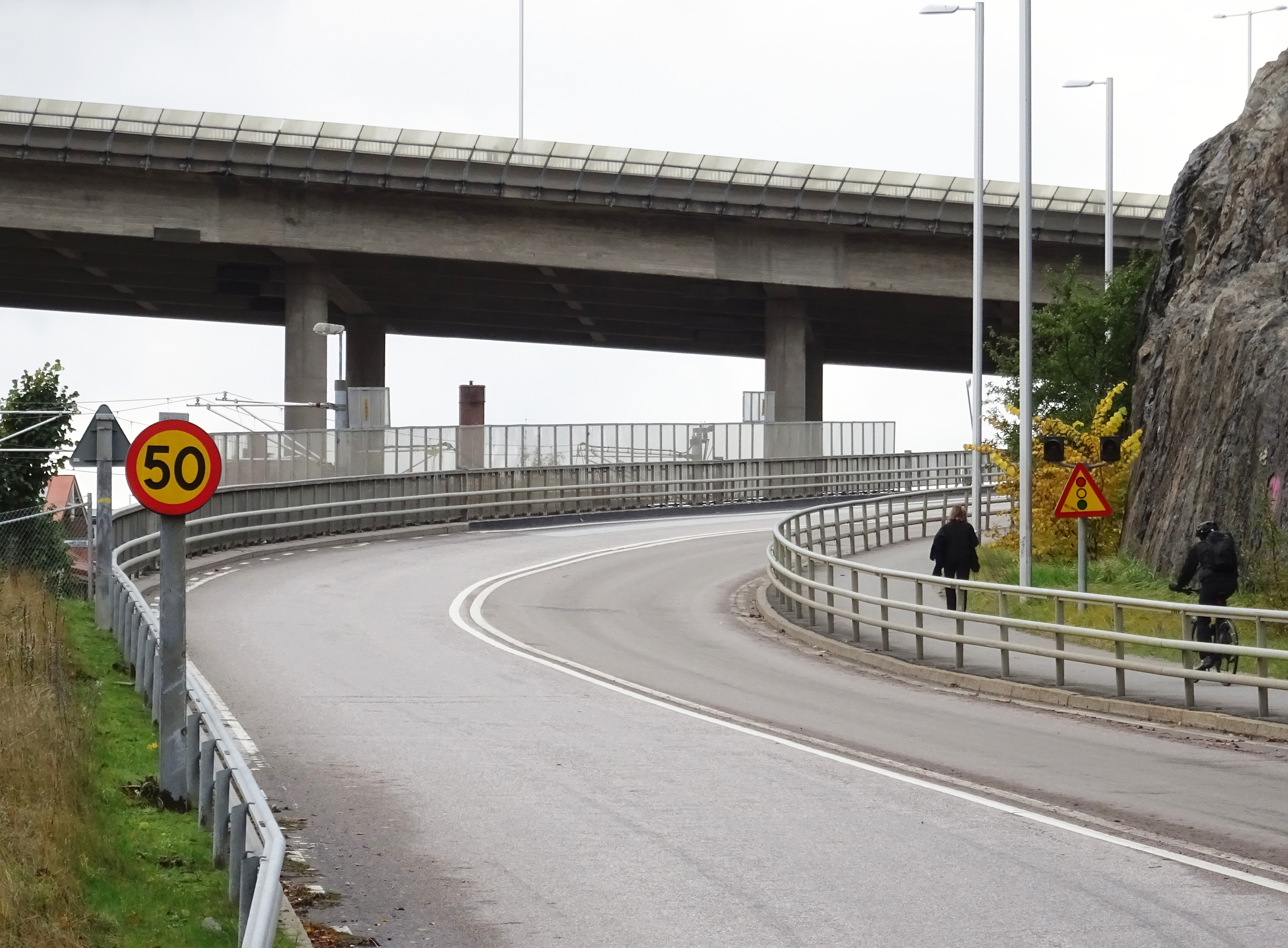
Trafikplats Gröndal med Gröndalsviadukten i bakgrunden.
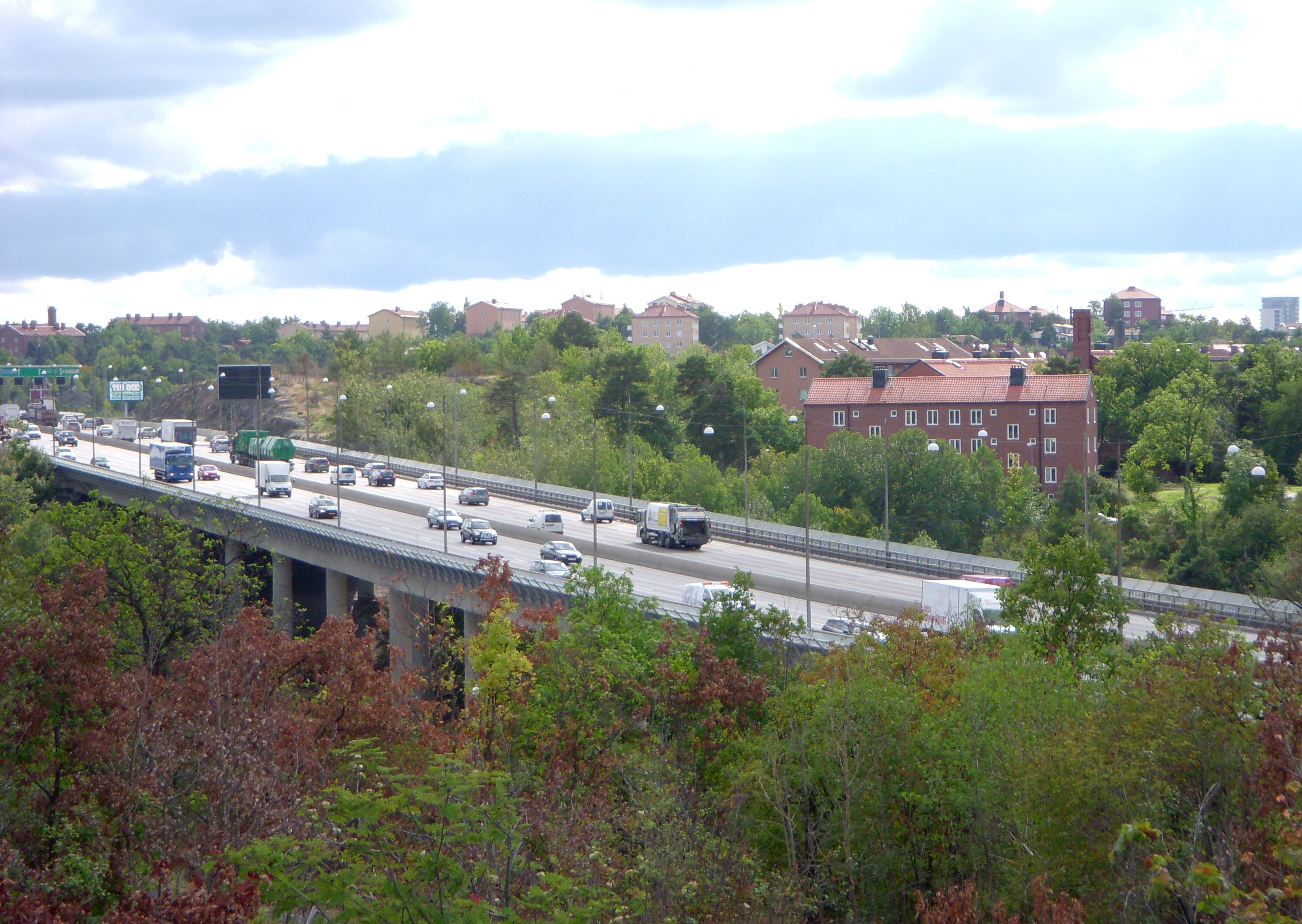
Gröndalsviadukten sedd från Ormberget.